# Décès en 1002
Décès
- 998
- 999
- 1000
- 1001
- 1002
- 1003
- 1004
- 1005
- 1006

Cette page dresse une liste de personnalités mortes au cours de l'année 1002 :
- Athanasius IV de Salh (en), patriarche d'Antioche.
- Conrad d'Ivrée
- Domonkos I (en)
- Gisèle de France, noble française.
- Godefroid Ier de Verdun, comte de Bidgau et de Methingau, comte de Verdun, comte de Hainaut.
- Rogneda de Polotsk[1],[2]., princesse de Polotsk.
- Pallig (en)
- Sanche de Viguera, deuxième roi de Viguera.

- Janvier : Sa'id al-Dawla, troisième émir des Hamdanides.
- 8 janvier : Wulfsige, évêque de Sherborne.
- 23 janvier : Otton III, empereur romain germanique (° 980).
- 23 avril : Æscwig, évêque de Dorchester.
- 30 avril : Ekkehard Ier, margrave de Misnie.
- 6 mai : Ealdwulf, archevêque d'York
- 10-11 août : Muhammad ibn Abi Amir, surnommé Almanzor, vizir du califat de Cordoue.
- 15 octobre : Henri Ier, duc de Bourgogne.
- 13 novembre : Gunhilde, sœur de Sven Ier de Danemark, roi du Danemark et d'Angleterre.

## Crédit d'auteurs
- Cet article est partiellement ou en totalité issu de l'article intitulé « 1002 » (voir la liste des auteurs).